# Los hijos de Satanás
Los hijos de Satanás (także Y los llamaban Satanás) − meksykański film fabularny z 1972 roku w reżyserii Rafaela Baledóna. W rolach głównych wystąpili w nim Regina Torné, Jorge Rivero oraz aktor-kulturysta Juan Miranda.

## Opis fabuły
Dwóch mężczyzn, śmiertelnych wrogów, musi odłożyć na bok swój konflikt i połączyć siły. Ich zadaniem jest położenie kresu działalności kobiecego gangu. By osiągnąć cel, staną do walki z mieszkańcami wioski bandytów.

## Obsada
- Juan Miranda
- Jorge Rivero
- Regina Torné
- Gina Romand
- Pancho Córdova
- Domingo Bazán